# Tau Ceti
Pour les articles homonymes, voir Tau Ceti (homonymie).
Vous lisez un « bon article » labellisé en 2007.
Désignations
Tau Ceti (τ Ceti / τ Cet) est une étoile de la partie méridionale de la constellation de la Baleine dans le bras d'Orion. Située à environ 12 années-lumière de la Terre, Tau Ceti est la 22e étoile la plus proche du Soleil. Elle est de masse et de type spectral similaires au Soleil mais a une faible métallicité, c'est-à-dire que son abondance en éléments chimiques autres que l'hydrogène et l'hélium y est faible comparativement au Soleil. Elle serait accompagnée de 5 planètes (à confirmer par des observations ultérieures) dont deux seraient situées en zone habitable,,.
Sa ressemblance partielle et sa proximité au Soleil lui valent un certain intérêt. Tau Ceti a par exemple fait l'objet de nombreuses études dans le cadre du programme SETI de recherche de vie extraterrestre. C'est ainsi que la littérature de science-fiction s'y réfère souvent (en).

## Position, distance et mouvement propre
Tau Ceti est située légèrement en dessous de l'équateur céleste, avec une déclinaison d'environ -16°. Elle est ainsi observable depuis l'Europe, y compris ses régions les plus septentrionales, et plus généralement depuis toutes les régions à forte densité de population de l'hémisphère nord. Aisément visible à l'œil nu, elle a de ce fait été cataloguée très tôt dans l'histoire de l'astronomie. Comme son nom l'indique, elle est répertoriée dans l’Uranometria réalisé par l'astronome allemand Johann Bayer au tout début du XVIIe siècle : Son nom (Tau Ceti) suit la désignation de Bayer, employée par ce dernier pour cataloguer les étoiles des différentes constellations. Elle figure également dans le catalogue plus étendu de John Flamsteed réalisé trois quarts de siècle plus tard. Elle porte alors la désignation de 52 Ceti. La désignation de Bayer classait en principe les étoiles des constellations par ordre décroissant de brillance. Cependant, Bayer s'est souvent écarté de cette convention : malgré sa position éloignée dans l'alphabet grec, Tau Ceti est en réalité la sixième étoile la plus brillante de la constellation de la Baleine, avec une magnitude apparente de 3,50 dans le domaine visible. Historiquement, Tau Ceti a également été cataloguée par les astronomes chinois. Elle faisait partie de l'astérisme Tiancang (littéralement « Grenier céleste »), comprenant en tout six autres étoiles, dont η Ceti, θ Ceti, ζ Ceti, toutes trois situées dans son voisinage proche au sein de la constellation de la Baleine, les deux étoiles restantes n'étant pas identifiées avec certitude.
Tau Ceti est animée d'un mouvement propre élevé de deux secondes d'arc par an. Un mouvement propre important indique en général la proximité de l'étoile au Soleil. Il est possible de mesurer la distance des étoiles proches par la méthode de la parallaxe annuelle. Dans le cas de Tau Ceti, ces mesures, réalisées par le satellite Hipparcos, permettent de déduire que l'étoile est située à 11,9 années-lumière du Soleil. C'est une des étoiles les plus proches du Soleil, l'étoile de type G la plus proche après Alpha Centauri A.
La vitesse radiale de Tau Ceti a été mesurée par effet Doppler : elle est de −16,6 km/s, la valeur négative indiquant que l'étoile se rapproche du Soleil. À partir de la distance, le mouvement propre et la vitesse radiale, il est possible de déduire la vitesse tridimensionnelle de l'étoile. Elle est de 37 km/s par rapport au Soleil. Ce résultat permet de calculer la trajectoire de Tau Ceti à travers la Voie lactée. Elle est en orbite autour du centre galactique à une distance moyenne de 9,7 kiloparsecs (32 000 années-lumière) et son excentricité est de 0,22, pour autant que l'on puisse assimiler (en première approximation) sa trajectoire galactique à une ellipse. 

Les deux étoiles connues les plus proches de Tau Ceti sont l'étoile variable YZ Ceti située à seulement 1,6 année-lumière de celle-ci ; et deux fois plus lointain, le système de Luyten 726-8.

## Propriétés physiques

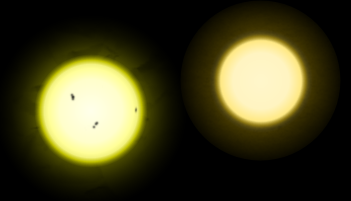
Vue d'artiste comparant le Soleil (à gauche) à Tau Ceti (à droite). Tau Ceti est plus petite et plus froide que le Soleil, d'où sa couleur tirant plus vers l'orangé. Présentant une activité magnétique moins importante, elle possède sans doute beaucoup moins de taches stellaires.

Tau Ceti ne serait composée que d'une seule étoile. Un compagnon optique de faible éclat a été observé et les deux corps pourraient être en interaction gravitationnelle, mais il est situé à plus de 10 secondes d'arc de l'étoile principale. Aucune perturbation astrométrique ou de la vitesse radiale n'a été constatée, ce qui suggère que l'étoile ne possède pas de grand compagnon sur une orbite proche, tel qu'un Jupiter chaud,.
La plus grande partie de nos connaissances sur Tau Ceti ont été déduites de mesures spectroscopiques. En comparant son spectre à des simulations basées sur des modèles d'évolution stellaire, il est possible d'évaluer l'âge, la masse, le rayon et la luminosité de Tau Ceti. Le rayon de l'étoile a été mesuré directement et assez précisément en interférométrie infrarouge par le Very Large Telescope. Il est de 81,6 % ±1,3 % du rayon solaire, une valeur normale pour une étoile de cette masse. Des mesures interférométriques plus anciennes et moins précises avaient suggéré 77,3 % ±0,4 % du rayon solaire.

### Rotation
La période de rotation de Tau Ceti a été mesurée grâce aux variations périodiques des raies d'absorption H et K du calcium ionisé une fois (Ca II). Ces raies dépendent fortement de l'activité magnétique de surface. La période des variations observées correspond au temps nécessaire pour que les sites d'activité magnétique à la surface de l'étoile effectuent un tour complet de l'étoile. La période de rotation de Tau Ceti a été estimée à 34 jours. En raison de l'effet Doppler, la vitesse de rotation d'une étoile affecte la largeur des raies d'absorption de son spectre. L'analyse de la largeur de ces raies permet d'estimer la vitesse de rotation de l'étoile. La valeur projetée de la vitesse de rotation de Tau Ceti est veq sin i = 1 km/s, où veq est la vitesse à l'équateur et i l'inclinaison de l'axe de rotation par rapport à la ligne de visée. Pour une étoile G8 typique, la vitesse de rotation est d'environ 2,5 km/s. La vitesse de rotation relativement faible de Tau Ceti pourrait indiquer que l'étoile est vue dans une direction proche de celle des pôles,.

### Métallicité
La composition chimique d'une étoile fournit des indices importants sur l'histoire de son évolution, notamment sur son âge. Le milieu interstellaire à partir duquel les étoiles se forment contient principalement de l'hydrogène, de l'hélium et des traces d'éléments plus lourds. Les étoiles en évoluant et mourant enrichissent l'espace environnant en éléments chimiques plus lourds. Ces éléments sont appelés métaux par les astronomes et la proportion de ces éléments dans une étoile est la métallicité. La métallicité d'une étoile est mesurée à l'aide du rapport de la proportion de fer, un élément facilement observable, sur celle d'hydrogène. Le logarithme de cette quantité est comparé à celui du Soleil. La métallicité atmosphérique de Tau Ceti est de [Fe/H] = -0,50, ce qui signifie que le rapport d'abondance en fer par rapport à l'hydrogène est environ trois fois moindre que pour le Soleil. Des mesures antérieures ont donné des estimations entre -0,13 et -0,60,.
Cette faible proportion de fer indique que Tau Ceti est très certainement plus vieille que le Soleil : son âge serait de 10 milliards d'années, soit plus du double de celui-ci (4,57 milliards d'années). Les simulations numériques prédisent un âge entre 4,4 et 12 milliards d'années selon le modèle choisi.
En dehors de la rotation, un autre facteur pouvant élargir les raies d'absorption du spectre d'une étoile est la pression de surface de l'étoile. Les radiations émises par une particule sont modifiées par les particules proches de celle-ci. La largeur d'une raie dépend donc de la pression de surface de l'étoile, elle-même fonction de la température et de la gravité de surface. Cet effet a permis de déterminer la gravité de surface de Tau Ceti, très proche de celle du Soleil.

### Luminosité et variabilité
La luminosité de Tau Ceti est de 55 % celle du Soleil. Une planète tellurique devrait être située à une distance légèrement inférieure à 0,7 unité astronomique pour recevoir un flux solaire égal à celui reçu par la Terre. C'est légèrement moins que la distance moyenne entre Vénus et le Soleil.
La chromosphère de Tau Ceti, c'est-à-dire la partie de l'atmosphère stellaire juste au-dessus de la photosphère émettrice de lumière, ne présente actuellement pas ou peu de signe d'activité magnétique, ce qui est caractéristique d'une étoile stable. Une étude de la température, de la granulation et de la chromosphère a montré l'absence de variations systématiques sur une période de 9 ans ; les raies d'émission de Ca II autour des raies infrarouges H et K suggèrent un cycle potentiel de onze ans, mais il est de faible intensité par rapport à celui du Soleil. Alternativement, il a été suggéré que l'étoile pourrait être dans une phase de faible activité similaire au minimum de Maunder, une période historique associée au petit âge glaciaire en Europe, lorsque les taches solaires devinrent extrêmement rares à la surface du Soleil,. Les raies spectrales de Tau Ceti sont très étroites ce qui indique que Tau Ceti a une rotation et une turbulence faibles.

### Disque de débris
En 2004, une équipe d'astronomes britanniques dirigée par Jane Greaves découvrit que Tau Ceti a plus de dix fois plus de matériaux cométaires et astéroïdaux en orbite que le Soleil. Cette valeur a été obtenue en mesurant le disque de poussières froides orbitant l'étoile et produites par les collisions entre ces petits objets. Il est par conséquent peu probable que le système puisse accueillir des formes de vie complexes car ces planètes seraient soumises à de grands impacts environ dix fois plus souvent que sur Terre. Greaves conclut lors de ses recherches qu'« il est probable que toute planète est continuellement bombardée par des astéroïdes similaires à celui ayant entraîné l'extinction des dinosaures. ». Il est néanmoins possible qu'une planète géante gazeuse de la taille de Jupiter puisse écarter les comètes et les astéroïdes.
Le disque de débris fut découvert en mesurant la quantité de radiations émises par le système dans l'infrarouge lointain. Le disque est symétrique et centré autour de l'étoile. Sa frontière externe est en moyenne à 55 UA de l'étoile. L'absence d'émission de radiations infrarouge par les parties les plus chaudes du disque près de l'étoile indique que le disque s'arrête à 10 UA de celle-ci. À titre de comparaison, la ceinture de Kuiper s'étend de 30 à 50 UA du Soleil. Pour se maintenir durant de si longues périodes, un tel disque doit être constamment « alimenté » par les collisions de corps plus gros. La partie principale du disque serait en orbite autour de Tau Ceti entre 35 et 50 UA, bien au-delà de la zone habitable. À cette distance, la ceinture de poussières pourrait être similaire à la ceinture de Kuiper du système solaire située au-delà de l'orbite de Neptune.
Tau Ceti prouve que les étoiles ne perdent pas nécessairement leur disque de débris au cours de leur évolution et une ceinture si dense pourrait ne pas être exceptionnelle parmi les étoiles similaires au Soleil. La densité de la ceinture autour de Tau Ceti est de seulement 1/20e de celle autour de sa jeune voisine Epsilon Eridani. L'absence relative de débris autour du Soleil pourrait être l'exception plutôt que la règle : un groupe de recherche a suggéré que le Soleil serait passé près d'une autre étoile au début de son existence et la plus grande partie de ses comètes et astéroïdes auraient été éjectés de son orbite à cette occasion. Les étoiles ayant des disques de débris importants ont modifié la compréhension qu'ont les astronomes des phénomènes de formation planétaire ; les disques de débris de ces étoiles, où de la poussière est continuellement formée par collision, semblent être propices à la formation de planètes.

## Recherche de planètes
Une des raisons principales de l'intérêt suscité par Tau Ceti est sa ressemblance au Soleil, ce qui fait de cette étoile une candidate particulière pour la recherche de planètes et de vie extraterrestre. Selon Hall et Lockwood, « les termes étoile similaire au Soleil, analogue solaire et jumeau solaire indiquent un degré de similarité croissant avec le Soleil ». Tau Ceti est une analogue solaire car elle a une masse proche de celle du Soleil et une faible variabilité, mais une plus faible abondance de métaux. Cette ressemblance est à l'origine de nombreux travaux scientifiques, mais également de la place de l'étoile dans la culture populaire.
Tau Ceti a été la cible de plusieurs recherches planétaires utilisant la méthode des vitesses radiales. Une équipe internationale annonce le 19 décembre 2012, dans un article publié dans Astronomy & Astrophysics, la découverte de 5 planètes d'une masse comprise entre deux et six fois celle de la Terre dont l'une (Tau Ceti e) se situerait dans la zone habitable du système,. Les périodes des planètes seraient comprises entre 14 et 640 jours,. Selon le Planetary Habitability Laboratory, la dernière de ces 5 planètes (Tau Ceti f) se situerait elle aussi dans la zone habitable de son étoile.
| Planète    | Masse          | Demi-grand axe (ua) | Période orbitale (jours) | Excentricité | Inclinaison | Rayon |
| ---------- | -------------- | ------------------- | ------------------------ | ------------ | ----------- | ----- |
| Tau Ceti b | 2,00 ± 0,79 M🜨 | 0,105 ± 0,006       | 13,965 ± 0,02            | 0,16 ± 0,22  |             |       |
| Tau Ceti c | 3,11 ± 1,40 M🜨 | 0,195 ± 0,01        | 35,362 ± 0,1             | 0,03 ± 0,03  |             |       |
| Tau Ceti d | 3,50 ± 1,59 M🜨 | 0,374 ± 0,02        | 94,11 ± 0,7              | 0,08 ± 0,26  |             |       |
| Tau Ceti e | 4,29 ± 2,00 M🜨 | 0,552 ± 0,02        | 168,12 ± 2,0             | 0,05 ± 0,2   |             |       |
| Tau Ceti f | 6,67 ± 3,50 M🜨 | 1,35 ± 0,1          | 642 ± 30                 | 0,03 ± 0,3   |             |       |
| Tau Ceti g | 1,8 ± 0,3 M🜨   |                     | 20 ± 0,10                | 0,06 ± 0,06  |             |       |
| Tau Ceti h | 1,8 ± 0,3 M🜨   | 0,243 ± 0,003       | 49,41 ± 0,80             | 0,23 ± 0,16  |             |       |

Toutefois, l'existence de ces planètes devra être confirmée par des observations ultérieures. En effet, selon Xavier Dumusque de l'Observatoire de Genève : « l'amplitude des signaux planétaires est du même ordre que celle des signaux stellaires ».
Étant donné l'important disque de débris de l'étoile, toute planète en orbite autour de Tau Ceti serait soumise à de plus fréquentes pluies de météores et probablement à un plus grand nombre d'impacts d'astéroïdes que la Terre. Ceci est censé diminuer la probabilité de développement de la vie dans ce système. Mais cette donnée est également fonction de la composition exacte du disque de débris lui-même ainsi que de la composition atmosphérique des planètes. Comme il s'agit de super-Terres sensiblement plus massives que la Terre, il est également probable que certaines d'entre elles, telles que Tau Ceti e et Tau Ceti f si leur existence est confirmée, soient dotées d'une atmosphère plus épaisse et plus dense. Une telle atmosphère serait capable de dévier ou de consumer en totalité des bolides plus massifs que ceux qui se sont abattus jusqu'à présent sur notre planète, ou seraient susceptibles de la menacer. La question de la vie autour de Tau Ceti reste donc ouverte en attendant de pouvoir obtenir davantage de données.
Il est par exemple envisageable, dans un avenir proche, de mener des études avec des télescopes de résolution suffisante. Ceci afin d'identifier la composition atmosphérique des planètes du système Tau Ceti et d'étudier si leur température est compatible avec la vie. Il pourrait être possible de confirmer la présence de formes de vie (au moins) primitives si ces observations prouvent une composition atmosphérique très probablement d'origine organique, à l'instar de l'oxygène atmosphérique qui est une preuve de l'existence de la vie sur notre planète.
Les planètes Tau Ceti g et Tau Ceti h furent découvertes en 2017. Elles sont confirmées ainsi que Tau Ceti e et Tau Ceti f.

### SETI et HabCat

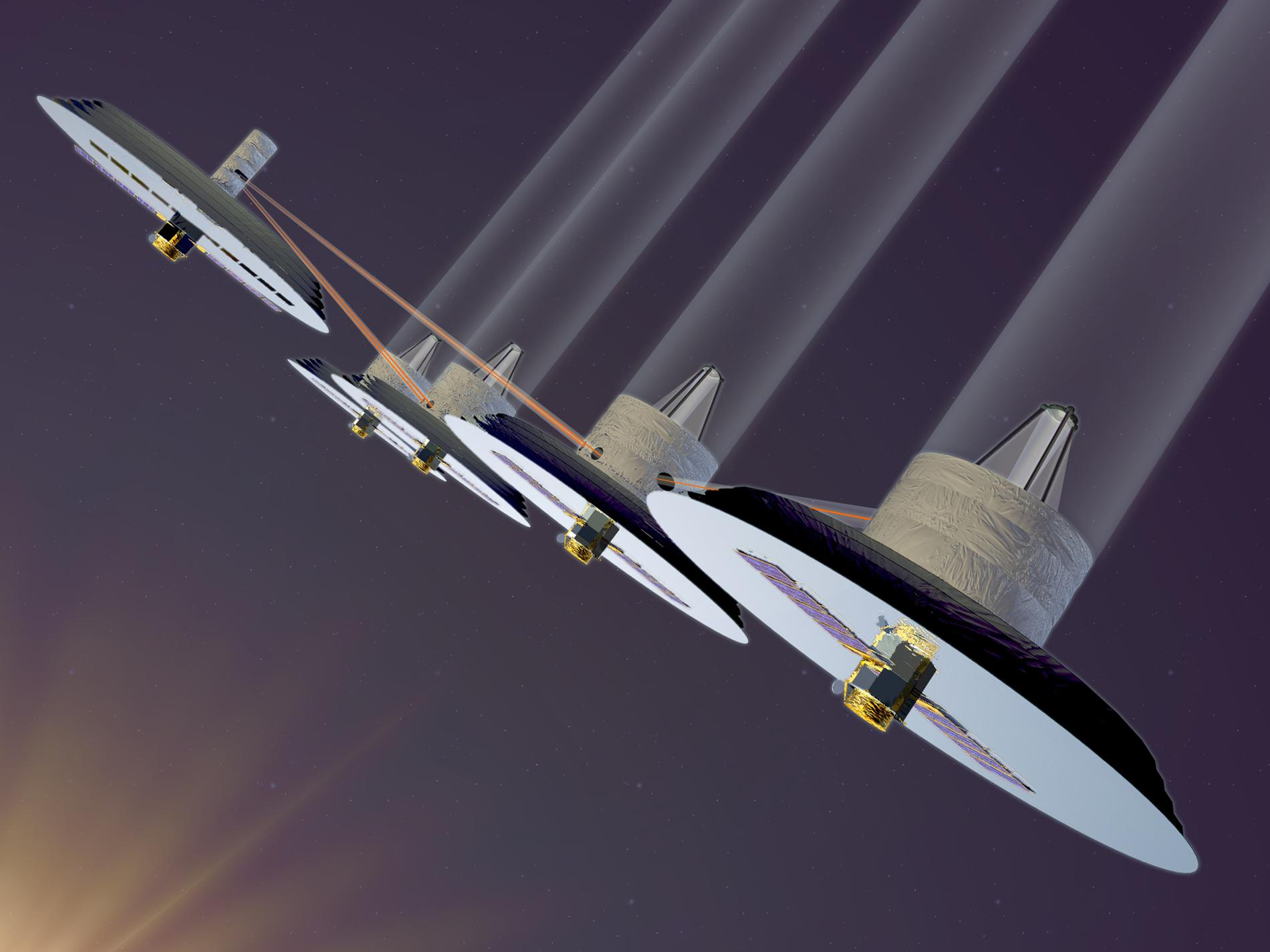
Tau Ceti devait être un objet d'étude du Terrestrial Planet Finder.

Tau Ceti a fait l'objet de recherches dans le cadre d'un projet dénommé projet Ozma dont le but était « la recherche d'intelligence extraterrestre », dans le cadre du programme SETI. Ces travaux, dirigés par l'astronome Frank Drake, avaient pour ambition d'identifier des signaux radio artificiels venant de civilisations extraterrestres. Les premières étoiles étudiées furent Tau Ceti et Epsilon Eridani qui furent choisies pour leur proximité et leur similarité au Soleil. Aucun signal ne fut trouvé durant les 200 heures d'observation. Des recherches postérieures sur Tau Ceti ont également échoué.
Malgré l'absence de résultats, les recherches de vie autour de Tau Ceti se sont poursuivies. En 2002, les astronomes Margaret Turnbull et Jill Tarter ont développé le catalogue de systèmes stellaires habitables (HabCat) dans le cadre du projet Phoenix du programme SETI. La liste contient plus de 17 000 systèmes potentiellement habitables, soit environ 10 % des étoiles étudiées à l'occasion de cette étude. L'année suivante, Tau Ceti fit partie d'une liste, établie par Turnbull, des 30 étoiles les plus prometteuses parmi les 5 000 étoiles situées à moins de 100 années-lumière du Soleil. Cette liste servira de base aux recherches radio effectuées avec l'Allen Telescope Array. Tau Ceti faisait également partie d'une liste de cinq étoiles qu'elle avait choisies comme objets d'étude pour le Terrestrial Planet Finder (projet de télescope spatial annulé en 2011). Selon Turnbull, « elles sont les lieux où [elle] souhaiterait vivre si Dieu avait placé notre planète autour d'une autre étoile. »

## Tau Ceti dans la fiction
Le système de Tau Ceti est un cadre courant dans les récits de science-fiction, depuis la seconde moitié du XXe siècle,.
On peut notamment retrouver des références à Tau Ceti dans les œuvres suivantes :
- dans plusieurs œuvres du cycle Viagens Interplanetarias (en) de Lyon Sprague de Camp (à partir de la publication de Zeï (en) en 1949)[43],[44]
- dans L'Âge des étoiles publié en 1956 par Robert A. Heinlein[43]
- dans Destination vide publié en 1966 par Frank Herbert[43]
- dans Empire Star publié en 1966 par Samuel R. Delany[43]
- dans le film Barbarella réalisé par Roger Vadim en 1968[44]
- dans plusieurs œuvres du Cycle de l'Ékumen d'Ursula K. Le Guin (à partir de la publication de Les Dépossédés en 1974)[43]
- dans Still Forms on Foxfield publié en 1980 par Joan Slonczewski[44]
- dans Forteresse des étoiles publié en 1981 par C. J. Cherryh[43]
- dans plusieurs œuvres du Cycle des robots d'Isaac Asimov (à partir de la publication de Les Robots de l'aube en 1983)[43]
- dans The Legacy of Heorot (en), publié en 1987 par Larry Niven, Jerry Pournelle et Steven Barnes)[43]
- dans plusieurs œuvres des Cantos d'Hypérion de Dan Simmons (à partir de la publication d’Hypérion en 1989)[43]
- dans Les Jardins de Rama publié en 1991 par Arthur C. Clarke[43]
- dans The Sails of Tau Ceti publié en 1992 par Michael McCollum (en)[44]
- dans Aurora publié en 1995 par Kim Stanley Robinson[43]

En 1960, le lancement du projet Ozma, dans le cadre du programme SETI de « recherche d'intelligence extraterrestre », a renforcé l'intérêt des auteurs sur ce système.
James Nicoll, écrivant pour Tor.com, attribue cette situation à une confluence de facteurs qui en font l'étoile la plus proche de la Terre (à une distance d'environ 12 années-lumière) parmi celles qui pourraient plausiblement abriter des planètes habitables, notamment sa luminosité favorable et le fait qu'il s'agisse d'une étoile solitaire plutôt que d'une étoile multiple. En 2015, Andrew Liptak a interrogé plusieurs auteurs sur les raisons pour lesquelles ils ont utilisé Tau Ceti pour leurs histoires ; en plus de la proximité relative de l'étoile avec la Terre, Ursula K. Le Guin et Larry Niven ont cité la similitude de l'étoile avec le Soleil, tandis que dans les années 2010 Kim Stanley Robinson (Aurora, 2015) a souligné la découverte récente de plusieurs exoplanètes autour de Tau Ceti.

### Source
- (en) Cet article est partiellement ou en totalité issu de l’article de Wikipédia en anglais intitulé « Tau Ceti » (voir la liste des auteurs).